# Noceda del Bierzo
Noceda è un comune spagnolo di 810 abitanti situato nella provincia di León,  comunità autonoma di Castiglia e León.

L'11 ottobre 2002 il comune ha cambiato il suo nome da Noceda a Noceda del Bierzo.